# Старочортківський замок

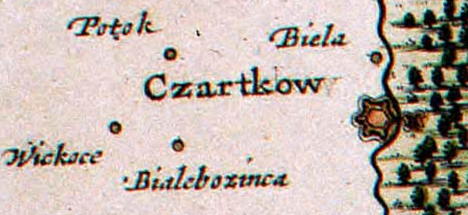
Фортифікаційні споруди Чорткова на карті Гійома де Боплана

Старочортківський замок — втрачена оборонна споруда в місті Чорткові Чортківської громади Чортківського району Тернопільської области України.
Входив та був частиною складової оборонно-фортифікаційної системи Чорткова.

## Історія
Позначений на карті Гійома де Боплана.
На початку XVII ст. замок мав певні фортифікаційні недоліки, зокрема: округлі башти-ронделі, стіни яких із тогочасним розвитком артилерії не витримують гарматного вогню. Вони швидко руйнувалися та не забезпечували надійної оборони. Ймовірно, що під час воєнних дій, які велися в місті, була пошкоджена східна башта. На карті фон Міґа чітко позначено, що територія теперішнього кляштору та костелу були обнесені квадратним кам'яним муром, а на кутах знаходилися круглі башти-ронделі. У 1760-х роках східна башта втрачена.
Дослідник Садок Баронч в одній із своїх праць зазначає, що на початку XVIII ст. домініканський костел та монастир оточений муром, до якого багато матеріалів було перевезено під час розбирання замочка в с. Шманьківцях, спорудженого 1625 року.
2017 року на замовлення оо. домініканців проводилося дослідження, які встановили та підтвердили факт того, що теперішній домініканський костел оточувався оборонним муром, який виявлено в західній частині костелу. Він тягнеться паралельно із вулицею Степани Бандери. У залишках цієї оборонної стіни частково збереглися чотири бійниці, які прорізані в мурі через кожних 2 метри.
З початку XVIII ст. костел та домініканський монастир міг функціонував всередині замкової споруди. У 20-30-х XVIII століття розпочалося будівництво барокового костелу з добудовою кляштору отців домініканців, яке попри численні звернення Грона консерваторів Східної Галичини до духовенства та місцевої влади, зруйнувало Старочортківський замок.